# Torneo Apertura 2024 Serie B de México
El Torneo Apertura 2024 de la Serie B de México, parte de la Segunda División de México llamada oficialmente Liga Premier, fue el 51.º torneo de la competencia correspondiente a la LXXV temporada de la categoría. Este torneo representó el regreso del formato de torneos cortos en la división, luego de una temporada que constó de un torneo largo. 

## Sistema de competición
El sistema de competición de este torneo se desarrolla en dos fases:
- Fase de calificación: que se integra por las 13 jornadas del torneo regular. Durante esta ronda se enfrentarán los integrantes en dos ocasiones.[1]
- Fase final: que se integrará por los partidos de cuartos de final, semifinales y final.[1]

### Fase de calificación
En la Fase de calificación se observa el sistema de puntos. La ubicación en la tabla general está sujeta a lo siguiente:
- Por juego ganado se obtienen tres puntos (Si el visitante gana por diferencia de 2 o más goles se lleva el punto extra).
- Por juego empatado se obtiene un punto (En caso de empate a 2 o más goles se juegan en penales el punto extra).
- Por juego perdido no se otorgan puntos.

El orden de los Clubes al final de la Fase de Calificación del Torneo corresponderá a la suma de los puntos obtenidos por cada uno de ellos y se presentará en forma descendente. Si al finalizar las 13 jornadas del Torneo, dos o más clubes estuviesen empatados en puntos, su posición en la Tabla general será determinada atendiendo a los siguientes criterios de desempate:
1. Mejor diferencia entre los goles anotados y recibidos.
2. Mayor número de goles anotados.
3. Marcadores particulares entre los Clubes empatados.
4. Mayor número de goles anotados como visitante.
5. Mejor ubicado en la Tabla general de cociente.
6. Tabla Fair Play.
7. Sorteo.

Para determinar los lugares que ocuparán los Clubes que participen en la Fase final del Torneo se tomará como base la tabla general.
Participarán automáticamente por el Título de Campeón de la Liga Premier Serie B los ocho primeros lugares de la tabla general del torneo.

### Fase final
Los ocho clubes calificados para cada liguilla del torneo serán reubicados de acuerdo con el lugar que ocupen en la tabla general de la temporada al término de la última jornada, con el puesto del número uno al Club mejor clasificado, y así hasta el # 8. Los partidos a esta Fase se desarrollarán a visita, en las siguientes etapas:
- Cuartos de final
- Semifinales
- Final

Los clubes vencedores en los partidos de Cuartos de final y Semifinales serán aquellos que en los dos juegos anote el mayor número de goles. De existir empate en el número de goles anotados, la posición se definirá a favor del Club con mejor desempeño en la fase regular del torneo, el cual se determina mediante su posición en la tabla general.
Si una vez aplicado el criterio anterior los clubes siguieran empatados, se observará la posición de los Clubes en la Tabla general de clasificación.
Los partidos correspondientes a la Fase final se jugarán obligatoriamente los días miércoles y sábado, y jueves y domingo eligiendo, en su caso, exclusivamente en forma descendente, los cuatro clubes mejor clasificados en la Tabla general al término de la jornada final, el día y horario de su partido como local. Los siguientes cuatro clubes podrán elegir únicamente el horario.
El club vencedor de la Final y por lo tanto campeón, será aquel que en los dos partidos anote el mayor número de goles. Si al término del tiempo reglamentario el partido está empatado, se agregarán dos tiempos extras de 15 minutos cada uno. De persistir el empate en estos periodos, se procederá a lanzar tiros penales hasta que resulte un vencedor.
Los partidos de Cuartos de final se jugarán de la siguiente manera:
1° vs 8°
2° vs 7°
3° vs 6°
4° vs 5°
En las Semifinales participarán el mejor equipo de la temporada regular y los tres clubes vencedores de la reclasificación, reubicándolos del uno al cuatro, de acuerdo a su mejor posición en la Tabla general de clasificación al término de la última jornada del Torneo, enfrentándose:
2° vs 3°
Disputarán el Título de Campeón de la temporada, los dos clubes vencedores de la Fase Semifinal correspondiente, reubicándolos del uno al dos, de acuerdo a su mejor posición en la Tabla general de clasificación al término de las 13 jornadas del Torneo.

## Cambios
- A partir de esta temporada se reintrodujo el sistema de dos torneos cortos por temporada.[3]
- Aguacateros CDU ascendió a la Serie A como campeón de la Serie B.[4]
- Los equipos Avispones de Chilpancingo y Deportivo Zitácuaro se integraron en la Serie A tras superar el proceso de certificación financiera y deportiva.[5][6]
- Cañoneros Fútbol Club cambió de sede, abandonando la Ciudad de México para pasar a jugar en Xalapa, Veracruz.[7]
- Club Calor regresó a la Serie B tras un año en Serie A,[8] además el equipo cambió de sede a San Juan de los Lagos, Jalisco.[9]
- Real Zamora entró en la liga tras la salida del Inter de Querétaro de la Liga Premier.
- Cordobés Fútbol Club ingresó en la liga como equipo de expansión.[10]
- Chilangos Fútbol Club y Deportivo Dongu no tomaron parte del torneo en este año futbolístico.

### Cambios durante el torneo
- A partir de la jornada 8 el Santiago Fútbol Club cambió su sede pasando a jugar en el municipio de Allende, Nuevo León.[11]

## Equipos participantes

### Ascensos y descensos
| Pos | a la Serie B |
| --- | ------------ |
| 26º | Calor        |

| Pos | de la Tercera División |
| --- | ---------------------- |
| X   | No hubo ascensos       |

| Pos | a la Tercera División |
| --- | --------------------- |
| X   | No hubo descenso      |

| Pos | a la Serie A      |
| --- | ----------------- |
| 1º  | Aguacateros CDU   |
| 6º  | C.D. Chilpancingo |
| 12º | Zitácuaro         |

### Equipos por Entidad Federativa
Se muestran las localizaciones en mapa de equipos de la Serie B de México 2024-25. La entidad federativa con más clubes es el Estado de México con cuatro equipos.
| Entidad Federativa | N.º | Equipos                                                            |
| ------------------ | --- | ------------------------------------------------------------------ |
| Estado de México   | 4   | Artesanos Metepec, Ciervos F.C., Cordobés F.C. y Huracanes Izcalli |
| Jalisco            | 3   | Ayense, Caja Oblatos CFD y Calor                                   |
| Veracruz           | 2   | Cañoneros y Poza Rica                                              |
| Ciudad de México   | 1   | CDM F.C.                                                           |
| Hidalgo            | 1   | Atlético Pachuca                                                   |
| Michoacán          | 1   | Real Zamora                                                        |
| Nuevo León         | 1   | Santiago F.C.                                                      |

### Información sobre los equipos participantes
Lista de equipos participantes para la temporada 2024-25, anunciada el 24 de julio de 2024.
| Equipo                 | Entrenador          | Ciudad                               | Fundación      | Estadio                            | Capacidad | Filial       | Patrocinador          | Kit         |
| ---------------------- | ------------------- | ------------------------------------ | -------------- | ---------------------------------- | --------- | ------------ | --------------------- | ----------- |
| Artesanos Metepec F.C. | Juan Carlos Pedroza | Metepec, Estado de México            | 2022 (2 años)  | U.D. Alarcón Hisojo "La Hortaliza" | 2 000     |              |                       | JAG         |
| Atlético Pachuca       | Fausto Pinto        | Atitalaquia, Hidalgo                 | 2021 (4 años)  | Municipal de Atitalaquia           | 3 000     | C.F. Pachuca |                       | Spiro       |
| Ayense                 | Ismael Ávila        | Ayotlán, Jalisco                     | 1988 (36 años) | Chino Rivas                        | 4 000     |              | El Mexicano           | Sporelli    |
| Caja Oblatos           | Rodolfo Jáuregui    | Zapotlanejo, Jalisco                 | 2019 (5 años)  | Club Deportivo Zapotlanejo         | 1 000     |              | Caja Oblatos          | Corsa       |
| Calor                  | Víctor Gómez        | San Juan de los Lagos, Jalisco       | 2001 (23 años) | Antonio R. Márquez                 | 1 000     |              |                       | Glovek      |
| Cañoneros              | Carlos Cazarín      | Xalapa, Veracruz                     | 2012 (13 años) | Antonio M. Quirasco                | 2 000     |              | Grupo EMSA            | Pirma       |
| CDM F.C.               | Juan Carlos Rico    | Ciudad de México                     | 2021 (3 años)  | Valentín González                  | 5 000     |              | Azteca Zapaterías     | Joma        |
| Ciervos F.C.           | Arturo Viche        | Chalco, Estado de México             | 2017 (7 años)  | Roberto González Velásquez         | 3 217     |              | GOCA Comercializadora | Corsa       |
| Cordobés F.C.          | Francisco Flores    | Huixquilucan, Estado de México       | 2022 (2 años)  | Alberto Pérez Navarro              | 3 000     |              | El Heraldo de México  | JAG         |
| Huracanes Izcalli      | José Julio Huerta   | Cuautitlán Izcalli, Estado de México | 2021 (4 años)  | Los Pinos                          | 5 000     |              |                       | Keuka       |
| C.D. Poza Rica         | Enrique Escudero    | Poza Rica, Veracruz                  | 1950 (75 años) | Heriberto Jara Corona              | 10 000    |              | Waterloo Coyame       | Pirma       |
| Real Zamora            | Edgar Martínez      | La Piedad, Michoacán                 | 2009 (15 años) | Juan N. López                      | 13 356    |              | Rancho La Revoluzión  | Toro Sports |
| Santiago F.C.          | Martín Moreno       | Allende, Nuevo León                  | 2017 (7 años)  | La Capilla Soccer Park             | 1 000     |              | Trayecto              | Keuka       |

### Cambios de entrenadores
| Equipo | Entrenador (Jornadas)    | Fecha de vacante      | Tipo de salida | Pos. | Entrenador entrante | Fecha de nombramiento |
| ------ | ------------------------ | --------------------- | -------------- | ---- | ------------------- | --------------------- |
| Ayense | Conrado Castillo (1 - 7) | 21 de octubre de 2024 | Mutuo acuerdo  | 8º   | Ismael Ávila        | 21 de octubre de 2024 |

## Torneo regular
- Calendario completo en la página oficial.
- Horarios en tiempo local

| Jornada 1         | Jornada 1 | Jornada 1        | Jornada 1                  | Jornada 1       | Jornada 1      | Jornada 1      | Jornada 1      | Jornada 1      |
| Local             | Resultado | Visitante        | Estadio                    | Fecha           | Hora           | Espectadores   | Amonestado     | Expulsado      |
| ----------------- | --------- | ---------------- | -------------------------- | --------------- | -------------- | -------------- | -------------- | -------------- |
| Huracanes Izcalli | 0 - 0     | Ayense           | Los Pinos                  | 6 de septiembre | 11:00          | 100            | 6              | 0              |
| Real Zamora       | 1 - 0     | Cañoneros        | Juan N. López              | 6 de septiembre | 16:00          | 100            | 3              | 1              |
| Santiago F.C.     | 3 - 0     | Caja Oblatos     | FCD El Barrial             | 6 de septiembre | 19:00          | 100            | 5              | 0              |
| CDM F.C.          | 2 - 1     | Atlético Pachuca | Valentín González          | 7 de septiembre | 16:00          | 80             | 2              | 2              |
| Ciervos F.C.      | 1 - 4     | Calor            | Roberto González Velásquez | 7 de septiembre | 16:00          | 150            | 1              | 0              |
| Artesanos Metepec | 1 - 2     | Cordobés F.C.    | U.D. Alarcón Hisojo        | 7 de septiembre | 16:00          | 250            | 4              | 1              |
| DESCANSO:         | DESCANSO: | DESCANSO:        | C.D. Poza Rica             | C.D. Poza Rica  | C.D. Poza Rica | C.D. Poza Rica | C.D. Poza Rica | C.D. Poza Rica |

| Jornada 2        | Jornada 2 | Jornada 2         | Jornada 2                  | Jornada 2        | Jornada 2    | Jornada 2    | Jornada 2    | Jornada 2    |
| Local            | Resultado | Visitante         | Estadio                    | Fecha            | Hora         | Espectadores | Amonestado   | Expulsado    |
| ---------------- | --------- | ----------------- | -------------------------- | ---------------- | ------------ | ------------ | ------------ | ------------ |
| Atlético Pachuca | 1 - 0     | Artesanos Metepec | Municipal de Atitalaquia   | 13 de septiembre | 17:00        | 80           | 7            | 0            |
| Cañoneros        | 4 - 1     | C.D. Poza Rica    | Antonio M. Quirasco        | 13 de septiembre | 20:30        | 1 100        | 7            | 0            |
| Calor            | 3 - 2     | CDM F.C.          | Antonio R. Márquez         | 14 de septiembre | 12:00        | 105          | 7            | 0            |
| Cordobés F.C.    | 1 - 0     | Huracanes Izcalli | Alberto Pérez Navarro      | 14 de septiembre | 12:00        | 100          | 2            | 1            |
| Ayense           | 1 - 1     | Santiago F.C.     | Chino Rivas                | 14 de septiembre | 17:00        | 330          | 7            | 0            |
| Caja Oblatos     | 1 - 3     | Real Zamora       | Club Deportivo Zapotlanejo | 15 de septiembre | 11:00        | 100          | 5            | 0            |
| DESCANSO:        | DESCANSO: | DESCANSO:         | Ciervos F.C.               | Ciervos F.C.     | Ciervos F.C. | Ciervos F.C. | Ciervos F.C. | Ciervos F.C. |

| Jornada 3         | Jornada 3 | Jornada 3         | Jornada 3                  | Jornada 3        | Jornada 3 | Jornada 3    | Jornada 3  | Jornada 3 |
| Local             | Resultado | Visitante         | Estadio                    | Fecha            | Hora      | Espectadores | Amonestado | Expulsado |
| ----------------- | --------- | ----------------- | -------------------------- | ---------------- | --------- | ------------ | ---------- | --------- |
| Real Zamora       | 2 - 1     | Ayense            | Juan N. López              | 20 de septiembre | 16:00     | 150          | 6          | 2         |
| Atlético Pachuca  | 1 - 3     | Calor             | Municipal de Atitalaquia   | 20 de septiembre | 17:00     | 100          | 6          | 1         |
| Santiago F.C.     | 3 - 0     | Cordobés F.C.     | FCD El Barrial             | 20 de septiembre | 19:00     | 60           | 9          | 2         |
| Ciervos F.C.      | 1 - 3     | Cañoneros         | Roberto González Velásquez | 21 de septiembre | 16:00     | 50           | 3          | 0         |
| Artesanos Metepec | 4 - 0     | Huracanes Izcalli | U.D. Alarcón Hisojo        | 21 de septiembre | 16:00     | 250          | 2          | 0         |
| C.D. Poza Rica    | 3 - 1     | Caja Oblatos      | Heriberto Jara Corona      | 23 de septiembre | 20:05     | 1 000        | 3          | 1         |
| DESCANSO:         | DESCANSO: | DESCANSO:         | CDM F.C.                   | CDM F.C.         | CDM F.C.  | CDM F.C.     | CDM F.C.   | CDM F.C.  |

| Jornada 4         | Jornada 4 | Jornada 4         | Jornada 4                  | Jornada 4        | Jornada 4        | Jornada 4        | Jornada 4        | Jornada 4        |
| Local             | Resultado | Visitante         | Estadio                    | Fecha            | Hora             | Espectadores     | Amonestado       | Expulsado        |
| ----------------- | --------- | ----------------- | -------------------------- | ---------------- | ---------------- | ---------------- | ---------------- | ---------------- |
| Huracanes Izcalli | 0 - 1     | Santiago F.C.     | Los Pinos                  | 27 de septiembre | 11:00            | 100              | 4                | 1                |
| Cañoneros         | 0 - 1     | CDM F.C.          | Antonio M. Quirasco        | 27 de septiembre | 20:30            | 500              | 2                | 0                |
| Calor             | 0 - 0     | Artesanos Metepec | Antonio R. Márquez         | 28 de septiembre | 16:00            | 100              | 1                | 0                |
| Cordobés F.C.     | 1 - 2     | Real Zamora       | U.D. Alarcón Hisojo        | 28 de septiembre | 16:00            | 200              | 1                | 1                |
| Ayense            | 3 - 1     | C.D. Poza Rica    | Chino Rivas                | 28 de septiembre | 18:00            | 500              | 3                | 0                |
| Caja Oblatos      | 0 - 1     | Ciervos F.C.      | Club Deportivo Zapotlanejo | 29 de septiembre | 11:00            | 200              | 5                | 1                |
| DESCANSO:         | DESCANSO: | DESCANSO:         | Atlético Pachuca           | Atlético Pachuca | Atlético Pachuca | Atlético Pachuca | Atlético Pachuca | Atlético Pachuca |

| Jornada 5         | Jornada 5     | Jornada 5         | Jornada 5                  | Jornada 5    | Jornada 5 | Jornada 5    | Jornada 5  | Jornada 5 |
| Local             | Resultado     | Visitante         | Estadio                    | Fecha        | Hora      | Espectadores | Amonestado | Expulsado |
| ----------------- | ------------- | ----------------- | -------------------------- | ------------ | --------- | ------------ | ---------- | --------- |
| Real Zamora       | 3 - 1         | Huracanes Izcalli | Juan N. López              | 4 de octubre | 16:00     | 50           | 2          | 0         |
| C.D. Poza Rica    | 1 - 2         | Cordobés F.C.     | Heriberto Jara Corona      | 4 de octubre | 17:00     | 800          | 5          | 0         |
| Atlético Pachuca  | (2) 3 - 3 (4) | Cañoneros         | Municipal de Atitalaquia   | 4 de octubre | 17:00     | 150          | 3          | 0         |
| CDM F.C.          | 2 - 0         | Caja Oblatos      | Valentín González          | 5 de octubre | 16:00     | 50           | 4          | 0         |
| Ciervos F.C.      | 0 - 1         | Ayense            | Roberto González Velásquez | 5 de octubre | 16:00     | 100          | 3          | 0         |
| Artesanos Metepec | 2 - 1         | Santiago F.C.     | U.D. Alarcón Hisojo        | 5 de octubre | 16:00     | 100          | 4          | 0         |
| DESCANSO:         | DESCANSO:     | DESCANSO:         | Calor                      | Calor        | Calor     | Calor        | Calor      | Calor     |

| Jornada 6         | Jornada 6 | Jornada 6        | Jornada 6                  | Jornada 6         | Jornada 6         | Jornada 6         | Jornada 6         | Jornada 6         |
| Local             | Resultado | Visitante        | Estadio                    | Fecha             | Hora              | Espectadores      | Amonestado        | Expulsado         |
| ----------------- | --------- | ---------------- | -------------------------- | ----------------- | ----------------- | ----------------- | ----------------- | ----------------- |
| Huracanes Izcalli | 2 - 1     | C.D. Poza Rica   | Los Pinos                  | 11 de octubre     | 11:00             | 100               | 2                 | 3                 |
| Santiago F.C.     | 3 - 0     | Real Zamora      | FCD El Barrial             | 11 de octubre     | 19:00             | 100               | 4                 | 0                 |
| Cordobés F.C.     | 1 - 0     | Ciervos F.C.     | Alberto Pérez Navarro      | 12 de octubre     | 16:00             | 100               | 2                 | 1                 |
| Ayense            | 1 - 1     | CDM F.C.         | Chino Rivas                | 12 de octubre     | 18:00             | 500               | 7                 | 0                 |
| Caja Oblatos      | 0 - 1     | Atlético Pachuca | Club Deportivo Zapotlanejo | 13 de octubre     | 11:00             | 50                | 8                 | 1                 |
| Cañoneros         | 1 - 0     | Calor            | Antonio M. Quirasco        | 14 de octubre     | 20:05             | 1 500             | 5                 | 0                 |
| DESCANSO:         | DESCANSO: | DESCANSO:        | Artesanos Metepec          | Artesanos Metepec | Artesanos Metepec | Artesanos Metepec | Artesanos Metepec | Artesanos Metepec |

| Jornada 7         | Jornada 7 | Jornada 7         | Jornada 7                  | Jornada 7     | Jornada 7 | Jornada 7    | Jornada 7  | Jornada 7 |
| Local             | Resultado | Visitante         | Estadio                    | Fecha         | Hora      | Espectadores | Amonestado | Expulsado |
| ----------------- | --------- | ----------------- | -------------------------- | ------------- | --------- | ------------ | ---------- | --------- |
| Atlético Pachuca  | 5 - 1     | Ayense            | Municipal de Atitalaquia   | 18 de octubre | 16:00     | 50           | 5          | 0         |
| C.D. Poza Rica    | 0 - 0     | Santiago F.C.     | Heriberto Jara Corona      | 18 de octubre | 17:00     | 1 000        | 3          | 1         |
| Calor             | 1 - 0     | Caja Oblatos      | Antonio R. Márquez         | 19 de octubre | 16:00     | 50           | 2          | 0         |
| CDM F.C.          | 2 - 1     | Cordobés F.C.     | Valentín González          | 19 de octubre | 16:00     | 200          | 4          | 0         |
| Ciervos F.C.      | 0 - 0     | Huracanes Izcalli | Roberto González Velásquez | 19 de octubre | 16:00     | 70           | 5          | 0         |
| Artesanos Metepec | 1 - 1     | Real Zamora       | U.D. Alarcón Hisojo        | 19 de octubre | 16:00     | 350          | 3          | 1         |
| DESCANSO:         | DESCANSO: | DESCANSO:         | Cañoneros                  | Cañoneros     | Cañoneros | Cañoneros    | Cañoneros  | Cañoneros |

| Jornada 8         | Jornada 8 | Jornada 8         | Jornada 8              | Jornada 8     | Jornada 8    | Jornada 8    | Jornada 8    | Jornada 8    |
| Local             | Resultado | Visitante         | Estadio                | Fecha         | Hora         | Espectadores | Amonestado   | Expulsado    |
| ----------------- | --------- | ----------------- | ---------------------- | ------------- | ------------ | ------------ | ------------ | ------------ |
| Cordobés F.C.     | 2 - 1     | Atlético Pachuca  | FMF Cancha 1           | 25 de octubre | 12:30        | 50           | 8            | 2            |
| Real Zamora       | 2 - 0     | C.D. Poza Rica    | Juan N. López          | 25 de octubre | 16:00        | 100          | 4            | 1            |
| Santiago F.C.     | 2 - 1     | Ciervos F.C.      | La Capilla Soccer Park | 25 de octubre | 19:00        | 200          | 5            | 0            |
| Cañoneros         | 1 - 0     | Artesanos Metepec | Antonio M. Quirasco    | 25 de octubre | 19:00        | 300          | 3            | 0            |
| Ayense            | 3 - 0     | Calor             | Chino Rivas            | 26 de octubre | 18:00        | 300          | 5            | 0            |
| Huracanes Izcalli | 0 - 1     | CDM F.C.          | Los Pinos              | Suspendido    | Suspendido   | N/A          | N/A          | N/A          |
| DESCANSO:         | DESCANSO: | DESCANSO:         | Caja Oblatos           | Caja Oblatos  | Caja Oblatos | Caja Oblatos | Caja Oblatos | Caja Oblatos |

| Jornada 9         | Jornada 9 | Jornada 9         | Jornada 9                  | Jornada 9      | Jornada 9 | Jornada 9    | Jornada 9  | Jornada 9 |
| Local             | Resultado | Visitante         | Estadio                    | Fecha          | Hora      | Espectadores | Amonestado | Expulsado |
| ----------------- | --------- | ----------------- | -------------------------- | -------------- | --------- | ------------ | ---------- | --------- |
| Atlético Pachuca  | 5 - 1     | Huracanes Izcalli | Municipal de Atitalaquia   | 1 de noviembre | 16:00     | 200          | 6          | 2         |
| Cañoneros         | 1 - 1     | Caja Oblatos      | Antonio M. Quirasco        | 1 de noviembre | 20:30     | 500          | 4          | 1         |
| Calor             | 0 - 1     | Cordobés F.C.     | Antonio R. Márquez         | 2 de noviembre | 16:00     | 100          | 5          | 2         |
| CDM F.C.          | 2 - 0     | Santiago F.C.     | Valentín González          | 2 de noviembre | 16:00     | 100          | 5          | 0         |
| Ciervos F.C.      | 1 - 2     | Real Zamora       | Roberto González Velásquez | 2 de noviembre | 16:00     | 100          | 3          | 0         |
| Artesanos Metepec | 2 - 1     | C.D. Poza Rica    | U.D. Alarcón Hisojo        | 2 de noviembre | 16:00     | 200          | 3          | 1         |
| DESCANSO:         | DESCANSO: | DESCANSO:         | Ayense                     | Ayense         | Ayense    | Ayense       | Ayense     | Ayense    |

| Jornada 10        | Jornada 10 | Jornada 10        | Jornada 10                 | Jornada 10      | Jornada 10    | Jornada 10    | Jornada 10    | Jornada 10    |
| Local             | Resultado  | Visitante         | Estadio                    | Fecha           | Hora          | Espectadores  | Amonestado    | Expulsado     |
| ----------------- | ---------- | ----------------- | -------------------------- | --------------- | ------------- | ------------- | ------------- | ------------- |
| Huracanes Izcalli | 0 - 1      | Calor             | Los Pinos                  | 8 de noviembre  | 11:00         | 80            | 4             | 0             |
| Real Zamora       | 2 - 1      | CDM F.C.          | Juan N. López              | 8 de noviembre  | 16:00         | 150           | 7             | 1             |
| C.D. Poza Rica    | 1 - 0      | Ciervos F.C.      | Heriberto Jara Corona      | 8 de noviembre  | 17:00         | 700           | 3             | 1             |
| Santiago F.C.     | 4 - 0      | Atlético Pachuca  | La Capilla Soccer Park     | 8 de noviembre  | 19:00         | 100           | 5             | 0             |
| Ayense            | 0 - 1      | Cañoneros         | Chino Rivas                | 9 de noviembre  | 18:00         | 259           | 2             | 0             |
| Caja Oblatos      | 0 - 0      | Artesanos Metepec | Club Deportivo Zapotlanejo | 10 de noviembre | 11:00         | 100           | 4             | 4             |
| DESCANSO:         | DESCANSO:  | DESCANSO:         | Cordobés F.C.              | Cordobés F.C.   | Cordobés F.C. | Cordobés F.C. | Cordobés F.C. | Cordobés F.C. |

| Jornada 11        | Jornada 11 | Jornada 11     | Jornada 11                 | Jornada 11        | Jornada 11        | Jornada 11        | Jornada 11        | Jornada 11        |
| Local             | Resultado  | Visitante      | Estadio                    | Fecha             | Hora              | Espectadores      | Amonestado        | Expulsado         |
| ----------------- | ---------- | -------------- | -------------------------- | ----------------- | ----------------- | ----------------- | ----------------- | ----------------- |
| Atlético Pachuca  | 4 - 2      | Real Zamora    | Municipal de Atitalaquia   | 15 de noviembre   | 16:00             | 100               | 5                 | 1                 |
| CDM F.C.          | 1 - 4      | C.D. Poza Rica | Valentín González          | 15 de noviembre   | 16:00             | 200               | 5                 | 0                 |
| Cañoneros         | 0 - 1      | Cordobés F.C.  | Antonio M. Quirasco        | 16 de noviembre   | 11:00             | 200               | 2                 | 2                 |
| Calor             | 0 - 1      | Santiago F.C.  | Antonio R. Márquez         | 16 de noviembre   | 16:00             | 30                | 3                 | 0                 |
| Artesanos Metepec | 4 - 0      | Ciervos F.C.   | U.D. Alarcón Hisojo        | 16 de noviembre   | 16:00             | 100               | 1                 | 0                 |
| Caja Oblatos      | 1 - 2      | Ayense         | Club Deportivo Zapotlanejo | 17 de noviembre   | 11:00             | 150               | 5                 | 1                 |
| DESCANSO:         | DESCANSO:  | DESCANSO:      | Huracanes Izcalli          | Huracanes Izcalli | Huracanes Izcalli | Huracanes Izcalli | Huracanes Izcalli | Huracanes Izcalli |

| Jornada 12        | Jornada 12 | Jornada 12       | Jornada 12                 | Jornada 12      | Jornada 12    | Jornada 12    | Jornada 12    | Jornada 12    |
| Local             | Resultado  | Visitante        | Estadio                    | Fecha           | Hora          | Espectadores  | Amonestado    | Expulsado     |
| ----------------- | ---------- | ---------------- | -------------------------- | --------------- | ------------- | ------------- | ------------- | ------------- |
| Huracanes Izcalli | 0 - 1      | Cañoneros        | Los Pinos                  | 22 de noviembre | 11:00         | 100           | 4             | 0             |
| Real Zamora       | 1 - 1      | Calor            | Juan N. López              | 22 de noviembre | 16:00         | 50            | 3             | 2             |
| C.D. Poza Rica    | 1 - 0      | Atlético Pachuca | Heriberto Jara Corona      | 22 de noviembre | 17:00         | 1 000         | 10            | 2             |
| Cordobés F.C.     | 3 - 0      | Caja Oblatos     | Alberto Pérez Navarro      | 23 de noviembre | 16:00         | 100           | 1             | 0             |
| Artesanos Metepec | 4 - 0      | Ayense           | U.D. Alarcón Hisojo        | 23 de noviembre | 16:00         | 200           | 3             | 0             |
| Ciervos F.C.      | 0 - 6      | CDM F.C.         | Roberto González Velásquez | 23 de noviembre | 16:00         | 100           | 1             | 0             |
| DESCANSO:         | DESCANSO:  | DESCANSO:        | Santiago F.C.              | Santiago F.C.   | Santiago F.C. | Santiago F.C. | Santiago F.C. | Santiago F.C. |

| Jornada 13       | Jornada 13 | Jornada 13        | Jornada 13                 | Jornada 13      | Jornada 13  | Jornada 13   | Jornada 13  | Jornada 13  |
| Local            | Resultado  | Visitante         | Estadio                    | Fecha           | Hora        | Espectadores | Amonestado  | Expulsado   |
| ---------------- | ---------- | ----------------- | -------------------------- | --------------- | ----------- | ------------ | ----------- | ----------- |
| Cañoneros        | 0 - 1      | Santiago F.C.     | Antonio M. Quirasco        | 29 de noviembre | 11:00       | 50           | 3           | 0           |
| Atlético Pachuca | 4 - 0      | Ciervos F.C.      | Municipal de Atitalaquia   | 29 de noviembre | 16:00       | 50           | 5           | 0           |
| CDM F.C.         | 1 - 4      | Artesanos Metepec | Valentín González          | 30 de noviembre | 15:30       | 100          | 1           | 1           |
| Calor            | 1 - 3      | C.D. Poza Rica    | Antonio R. Márquez         | 30 de noviembre | 16:00       | 100          | 6           | 0           |
| Ayense           | 1 - 2      | Cordobés F.C.     | Chino Rivas                | 30 de noviembre | 18:00       | 350          | 6           | 1           |
| Caja Oblatos     | 0 - 1      | Huracanes Izcalli | Club Deportivo Zapotlanejo | 1 de diciembre  | 11:00       | 50           | 7           | 0           |
| DESCANSO:        | DESCANSO:  | DESCANSO:         | Real Zamora                | Real Zamora     | Real Zamora | Real Zamora  | Real Zamora | Real Zamora |

## Tabla General de Clasificación
| Pos. | Equipo                 | Pts. | PJ | G | E | P  | GF | GC | Dif. | Clasificación                                  |
| ---- | ---------------------- | ---- | -- | - | - | -- | -- | -- | ---- | ---------------------------------------------- |
| 1    | Cordobés F.C.          | 27   | 12 | 9 | 0 | 3  | 17 | 11 | +6   | Cuartos de final de la liguilla y Copa Conecta |
| 2    | Santiago F.C. (C)      | 26   | 12 | 8 | 2 | 2  | 20 | 6  | +14  | Cuartos de final de la liguilla y Copa Conecta |
| 3    | Real Zamora            | 24   | 12 | 8 | 2 | 2  | 21 | 15 | +6   | Cuartos de final de la liguilla y Copa Conecta |
| 4    | CDM F.C.               | 23   | 12 | 7 | 1 | 4  | 22 | 16 | +6   | Cuartos de final de la liguilla y Copa Conecta |
| 5    | Artesanos Metepec F.C. | 22   | 12 | 6 | 3 | 3  | 22 | 8  | +14  | Cuartos de final de la liguilla y Copa Conecta |
| 6    | Cañoneros F.C.         | 22   | 12 | 6 | 2 | 4  | 15 | 10 | +5   | Cuartos de final de la liguilla y Copa Conecta |
| 7    | Atlético Pachuca       | 19   | 12 | 6 | 1 | 5  | 26 | 19 | +7   | Cuartos de final de la liguilla y Copa Conecta |
| 8    | Calor                  | 19   | 12 | 5 | 2 | 5  | 14 | 14 | 0    | Cuartos de final de la liguilla y Copa Conecta |
| 9    | C.D. Poza Rica         | 18   | 12 | 5 | 1 | 6  | 17 | 19 | −2   | Copa Conecta                                   |
| 10   | C.D. Ayense            | 15   | 12 | 4 | 3 | 5  | 14 | 18 | −4   | Copa Conecta                                   |
| 11   | Huracanes Izcalli      | 8    | 12 | 2 | 2 | 8  | 5  | 18 | −13  | Copa Conecta                                   |
| 12   | Ciervos F.C.           | 4    | 12 | 1 | 1 | 10 | 5  | 28 | −23  | Copa Conecta                                   |
| 13   | Caja Oblatos CFD       | 2    | 12 | 0 | 2 | 10 | 4  | 21 | −17  |                                                |

Actualizado a los partidos jugados el 1 de diciembre de 2024.
 Fuente: Liga Premier FMF
Criterios de clasificación: Puntos · Diferencia de goles · Goles a favor · Cociente
Notas:
1. ↑  El equipo fue penalizado con tres puntos menos por no cumplir con la regla que obliga a que los equipos otorguen 500 minutos de juego a futbolistas nacidos a partir del año 2006.

### Evolución de la clasificación
Fecha de actualización: 1 de diciembre de 2024
| Equipo / Jornada | 01 | 02 | 03 | 04 | 05 | 06 | 07 | 08  | 09 | 10 | 11 | 12 | 13 |
| ---------------- | -- | -- | -- | -- | -- | -- | -- | --- | -- | -- | -- | -- | -- |
| Cordobés         | 3  | 3  | 5  | 6  | 6  | 5  | 6  | 5   | 3  | 6  | 3  | 2  | 1  |
| Santiago         | 2  | 4  | 3  | 3  | 3  | 2  | 3  | 2   | 4  | 2  | 2  | 3  | 2  |
| Real Zamora      | 5  | 2  | 2  | 1  | 1  | 1  | 1  | 1   | 1  | 1  | 1  | 1  | 3  |
| CDM              | 4  | 6  | 7  | 5  | 5  | 6  | 4  | 6*  | 2  | 3  | 5  | 4  | 4  |
| Metepec          | 10 | 10 | 6  | 8  | 8  | 8  | 9  | 9   | 9  | 8  | 8  | 7  | 5  |
| Cañoneros        | 11 | 5  | 4  | 4  | 4  | 4  | 5  | 3   | 5  | 4  | 4  | 5  | 6  |
| At. Pachuca      | 9  | 7  | 9  | 10 | 9  | 9  | 7  | 8   | 7  | 7  | 7  | 8  | 7  |
| Calor            | 1  | 1  | 1  | 2  | 2  | 3  | 2  | 4   | 6  | 5  | 6  | 6  | 8  |
| Poza Rica        | 8  | 12 | 8  | 9  | 10 | 11 | 11 | 11  | 11 | 10 | 10 | 10 | 9  |
| Ayense           | 6  | 8  | 10 | 7  | 7  | 7  | 8  | 7   | 8  | 9  | 9  | 9  | 10 |
| Huracanes        | 7  | 9  | 11 | 12 | 12 | 10 | 10 | 10* | 10 | 11 | 11 | 11 | 11 |
| Ciervos          | 12 | 11 | 12 | 11 | 11 | 12 | 12 | 12  | 12 | 12 | 12 | 12 | 12 |
| Caja Oblatos     | 13 | 13 | 13 | 13 | 13 | 13 | 13 | 13  | 13 | 13 | 13 | 13 | 13 |

- #: Indica la posición del equipo en su jornada de descanso.
- * Indica la posición del equipo con un partido pendiente.

## Máximos goleadores
- Datos según la página oficial de la competición.

 Fecha de actualización: 1 de diciembre de 2024
| Pos. | Jugador             | Equipo                 | Goles | Minutos | Frec.       |
| ---- | ------------------- | ---------------------- | ----- | ------- | ----------- |
| 1º   | Juan José González  | Atlético Pachuca       | 10    | 981     | 98.1 min.   |
| 2º   | David Flores        | Artesanos Metepec F.C. | 9     | 818     | 90.89 min.  |
| 3º   | Sergio Gallinar     | Cañoneros F.C.         | 6     | 754     | 125.67 min. |
| 4º   | Josué Morales       | Santiago F.C.          | 5     | 736     | 147.2 min.  |
| =    | Enrique Ávalos      | Real Zamora            | 5     | 832     | 166.4 min.  |
| =    | César Delgado       | C.D. Ayense            | 5     | 870     | 174 min.    |
| 7º   | Diego Márquez       | CDM F.C.               | 4     | 297     | 74.25 min.  |
| =    | Pedro Reyes         | C.D. Poza Rica         | 4     | 456     | 114 min.    |
| =    | Omar Corona         | Atlético Pachuca       | 4     | 634     | 158.5 min.  |
| =    | José Birche         | C.D. Poza Rica         | 4     | 647     | 161.75 min. |
| =    | Carlos Alexis López | Calor                  | 4     | 696     | 174 min.    |

## Asistencia
El listado excluye los partidos que fueron disputados a puerta cerrada.
 Fecha de actualización: 1 de diciembre de 2024
| 1       | 780    | 130 | Artesanos Metepec F.C. vs Cordobés F.C. (250) | CDM F.C. vs Atlético Pachuca (80)          |
| 2       | 1,815  | 303 | Cañoneros F.C. vs C.D. Poza Rica (1,100)      | Atlético Pachuca vs Artesanos Metepec (80) |
| 3       | 1,610  | 268 | C.D. Poza Rica vs Caja Oblatos CFD (1,000)    | Ciervos F.C. vs Cañoneros F.C. (50)        |
| 4       | 1,600  | 267 | 2 partidos (500)                              | 2 partidos (100)                           |
| 5       | 1,250  | 208 | C.D. Poza Rica vs Cordobés F.C. (800)         | 2 partidos (50)                            |
| 6       | 2,350  | 392 | Cañoneros F.C. vs Calor (1,500)               | Caja Oblatos vs Atlético Pachuca (50)      |
| 7       | 1,720  | 287 | C.D. Poza Rica vs Santiago F.C. (1,000)       | 2 partidos (50)                            |
| 8       | 950    | 190 | 2 partidos (300)                              | Cordobés F.C. vs Atlético Pachuca (50)     |
| 9       | 1,200  | 200 | Cañoneros F.C. vs Caja Oblatos (500)          | 3 partidos (100)                           |
| 10      | 1,389  | 232 | C.D. Poza Rica vs Ciervos F.C. (700)          | Huracanes Izcalli vs Calor (80)            |
| 11      | 780    | 130 | 2 partidos (200)                              | Calor vs Santiago F.C. (30)                |
| 12      | 1,550  | 258 | C.D. Poza Rica vs Atlético Pachuca (1,000)    | Real Zamora vs Calor (50)                  |
| 13      | 700    | 117 | C.D. Ayense vs Cordobés F.C. (350)            | 3 partidos (50)                            |
| Totales | 17,714 | 230 | Cañoneros F.C. vs Calor (1,500)               | Calor vs Santiago F.C. (30)                |

## Liguilla
|  | Cuartos de final                                                     | Cuartos de final                                                     | Cuartos de final                                                     | Cuartos de final                                                     | Cuartos de final                                                     |   |   | Semifinales                                                              | Semifinales                                                              | Semifinales                                                              | Semifinales                                                              | Semifinales                                                              |  |   | Final                                                          | Final                                                          | Final                                                          | Final                                                          | Final                                                          |  |
|  | 4 y 5 de diciembre de 2024 (ida) 7 y 8 de diciembre de 2024 (vuelta) | 4 y 5 de diciembre de 2024 (ida) 7 y 8 de diciembre de 2024 (vuelta) | 4 y 5 de diciembre de 2024 (ida) 7 y 8 de diciembre de 2024 (vuelta) | 4 y 5 de diciembre de 2024 (ida) 7 y 8 de diciembre de 2024 (vuelta) | 4 y 5 de diciembre de 2024 (ida) 7 y 8 de diciembre de 2024 (vuelta) |   |   | 11 y 12 de diciembre de 2024 (ida) 14 y 15 de diciembre de 2024 (vuelta) | 11 y 12 de diciembre de 2024 (ida) 14 y 15 de diciembre de 2024 (vuelta) | 11 y 12 de diciembre de 2024 (ida) 14 y 15 de diciembre de 2024 (vuelta) | 11 y 12 de diciembre de 2024 (ida) 14 y 15 de diciembre de 2024 (vuelta) | 11 y 12 de diciembre de 2024 (ida) 14 y 15 de diciembre de 2024 (vuelta) |  |   | 18 de diciembre de 2024 (ida) 21 de diciembre de 2024 (vuelta) | 18 de diciembre de 2024 (ida) 21 de diciembre de 2024 (vuelta) | 18 de diciembre de 2024 (ida) 21 de diciembre de 2024 (vuelta) | 18 de diciembre de 2024 (ida) 21 de diciembre de 2024 (vuelta) | 18 de diciembre de 2024 (ida) 21 de diciembre de 2024 (vuelta) |  |
|  |                                                                      |                                                                      |                                                                      |                                                                      |                                                                      |   |   |                                                                          |                                                                          |                                                                          |                                                                          |                                                                          |  |   |                                                                |                                                                |                                                                |                                                                |                                                                |  |
|  |                                                                      |                                                                      |                                                                      |                                                                      |                                                                      |   |   |                                                                          |                                                                          |                                                                          |                                                                          |                                                                          |  |   |                                                                |                                                                |                                                                |                                                                |                                                                |  |
|  | 2                                                                    | Santiago F.C. (*)                                                    | 1                                                                    | 1                                                                    | 2                                                                    |   |   |                                                                          |                                                                          |                                                                          |                                                                          |                                                                          |  |   |                                                                |                                                                |                                                                |                                                                |                                                                |  |
|  | 2                                                                    | Santiago F.C. (*)                                                    | 1                                                                    | 1                                                                    | 2                                                                    |   |   |                                                                          |                                                                          |                                                                          |                                                                          |                                                                          |  |   |                                                                |                                                                |                                                                |                                                                |                                                                |  |
|  | 7                                                                    | Atlético Pachuca                                                     | 1                                                                    | 1                                                                    | 2                                                                    |   |   |                                                                          |                                                                          |                                                                          |                                                                          |                                                                          |  |   |                                                                |                                                                |                                                                |                                                                |                                                                |  |
|  | 7                                                                    | Atlético Pachuca                                                     | 1                                                                    | 1                                                                    | 2                                                                    |   | 2 | Santiago F.C.                                                            | 0                                                                        | 4                                                                        | 4                                                                        |                                                                          |  |   |                                                                |                                                                |                                                                |                                                                |                                                                |  |
|  |                                                                      |                                                                      |                                                                      |                                                                      |                                                                      |   | 2 | Santiago F.C.                                                            | 0                                                                        | 4                                                                        | 4                                                                        |                                                                          |  |   |                                                                |                                                                |                                                                |                                                                |                                                                |  |
|  |                                                                      |                                                                      | 8                                                                    | Calor                                                                | 1                                                                    | 0 | 1 |                                                                          |                                                                          |                                                                          |                                                                          |                                                                          |  |   |                                                                |                                                                |                                                                |                                                                |                                                                |  |
|  | 1                                                                    | Cordobés F.C.                                                        | 8                                                                    | Calor                                                                | 1                                                                    | 0 | 1 | 0                                                                        | 2                                                                        | 2                                                                        |                                                                          |                                                                          |  |   |                                                                |                                                                |                                                                |                                                                |                                                                |  |
|  | 1                                                                    | Cordobés F.C.                                                        |                                                                      |                                                                      |                                                                      |   |   |                                                                          |                                                                          | 2                                                                        |                                                                          |                                                                          |  |   |                                                                |                                                                |                                                                |                                                                |                                                                |  |
|  | 8                                                                    | Calor                                                                | 3                                                                    | 2                                                                    | 5                                                                    |   |   |                                                                          |                                                                          |                                                                          |                                                                          |                                                                          |  |   |                                                                |                                                                |                                                                |                                                                |                                                                |  |
|  | 8                                                                    | Calor                                                                | 3                                                                    | 2                                                                    | 5                                                                    |   |   |                                                                          |                                                                          |                                                                          |                                                                          |                                                                          |  | 2 | Santiago F.C.                                                  | 0                                                              | 3                                                              | 3                                                              |                                                                |  |
|  |                                                                      |                                                                      |                                                                      |                                                                      |                                                                      |   |   |                                                                          |                                                                          |                                                                          |                                                                          |                                                                          |  | 2 | Santiago F.C.                                                  | 0                                                              | 3                                                              | 3                                                              |                                                                |  |
|  |                                                                      |                                                                      | 5                                                                    | Artesanos Metepec                                                    | 0                                                                    | 0 | 0 |                                                                          |                                                                          |                                                                          |                                                                          |                                                                          |  |   |                                                                |                                                                |                                                                |                                                                |                                                                |  |
|  | 3                                                                    | Real Zamora                                                          | 5                                                                    | Artesanos Metepec                                                    | 0                                                                    | 0 | 0 | 2                                                                        | 1                                                                        | 3                                                                        |                                                                          |                                                                          |  |   |                                                                |                                                                |                                                                |                                                                |                                                                |  |
|  | 3                                                                    | Real Zamora                                                          |                                                                      |                                                                      |                                                                      |   |   |                                                                          |                                                                          | 3                                                                        |                                                                          |                                                                          |  |   |                                                                |                                                                |                                                                |                                                                |                                                                |  |
|  | 6                                                                    | Cañoneros F.C.                                                       | 0                                                                    | 1                                                                    | 1                                                                    |   |   |                                                                          |                                                                          |                                                                          |                                                                          |                                                                          |  |   |                                                                |                                                                |                                                                |                                                                |                                                                |  |
|  | 6                                                                    | Cañoneros F.C.                                                       | 0                                                                    | 1                                                                    | 1                                                                    |   | 3 | Real Zamora                                                              | 1                                                                        | 0                                                                        | 1                                                                        |                                                                          |  |   |                                                                |                                                                |                                                                |                                                                |                                                                |  |
|  |                                                                      |                                                                      |                                                                      |                                                                      |                                                                      |   | 3 | Real Zamora                                                              | 1                                                                        | 0                                                                        | 1                                                                        |                                                                          |  |   |                                                                |                                                                |                                                                |                                                                |                                                                |  |
|  |                                                                      |                                                                      | 5                                                                    | Artesanos Metepec                                                    | 1                                                                    | 3 | 4 |                                                                          |                                                                          |                                                                          |                                                                          |                                                                          |  |   |                                                                |                                                                |                                                                |                                                                |                                                                |  |
|  | 4                                                                    | CDM F.C.                                                             | 5                                                                    | Artesanos Metepec                                                    | 1                                                                    | 3 | 4 | 0                                                                        | 0                                                                        | 0                                                                        |                                                                          |                                                                          |  |   |                                                                |                                                                |                                                                |                                                                |                                                                |  |
|  | 4                                                                    | CDM F.C.                                                             |                                                                      |                                                                      |                                                                      |   |   |                                                                          |                                                                          | 0                                                                        |                                                                          |                                                                          |  |   |                                                                |                                                                |                                                                |                                                                |                                                                |  |
|  | 5                                                                    | Artesanos Metepec                                                    | 1                                                                    | 0                                                                    | 1                                                                    |   |   |                                                                          |                                                                          |                                                                          |                                                                          |                                                                          |  |   |                                                                |                                                                |                                                                |                                                                |                                                                |  |
|  | 5                                                                    | Artesanos Metepec                                                    | 1                                                                    | 0                                                                    | 1                                                                    |   |   |                                                                          |                                                                          |                                                                          |                                                                          |                                                                          |  |   |                                                                |                                                                |                                                                |                                                                |                                                                |  |
|  |                                                                      |                                                                      |                                                                      |                                                                      |                                                                      |   |   |                                                                          |                                                                          |                                                                          |                                                                          |                                                                          |  |   |                                                                |                                                                |                                                                |                                                                |                                                                |  |

(*) El equipo avanzó de ronda por su mejor posición en la tabla general 

### Cuartos de final
| 4 de diciembre de 2024 | Calor                            | 3:0 (2:0) | Cordobés F.C. | Estadio Antonio R. Márquez, San Juan de los Lagos, Jalisco        |                                                                   |
| 16:00 (UTC -6)         | C. Vargas 1', 49' · O. Pérez 16' | Reporte   |               | Asistencia: 400 espectadores Árbitro(s): Oscar Yair Toledo Pineda | Asistencia: 400 espectadores Árbitro(s): Oscar Yair Toledo Pineda |

| 7 de diciembre de 2024     | Cordobés F.C.                 | 2:2 (1:0) (Global 2:5) | Calor                           | Estadio Alberto Pérez Navarro, Huixquilucan, Estado de México |                                                             |
| 16:00 (UTC -6)             | M. Rullan 4' · G. Pérez 90+1' | Reporte                | C. Mayorga 51' · C. López 90+4' | Asistencia: 300 espectadores Árbitro(s): Yair Ugalde Rivera   | Asistencia: 300 espectadores Árbitro(s): Yair Ugalde Rivera |
| Calor avanzó a Semifinales |                               |                        |                                 |                                                               |                                                             |

| 4 de diciembre de 2024 | Atlético Pachuca | 1:1 (1:1) | Santiago F.C.  | Estadio Municipal de Atitalaquia, Atitalaquia, Hidalgo            |                                                                   |
| 16:00 (UTC -6)         | D. Luna 33'      | Reporte   | P. Sánchez 45' | Asistencia: 200 espectadores Árbitro(s): Maximiliano Arias Guzmán | Asistencia: 200 espectadores Árbitro(s): Maximiliano Arias Guzmán |

| 7 de diciembre de 2024                                                       | Santiago F.C.  | 1:1 (1:0) (Global 2:2) | Atlético Pachuca  | La Capilla Soccer Park, Allende, Nuevo León                             |                                                                         |
| 11:00 (UTC -6)                                                               | P. Sánchez 28' | Reporte                | J. González 90+4' | Asistencia: 100 espectadores Árbitro(s): Julio Eduardo Candelas Ramírez | Asistencia: 100 espectadores Árbitro(s): Julio Eduardo Candelas Ramírez |
| Santiago F.C. avanzó a Semifinales por su mejor posición en la tabla general |                |                        |                   |                                                                         |                                                                         |

| 5 de diciembre de 2024 | Cañoneros F.C. | 0:2 (0:0) | Real Zamora                  | Estadio Antonio M. Quirasco, Xalapa, Veracruz                  |                                                                |
| 20:15 (UTC -6)         |                | Reporte   | L. Reyes 49' · E. Ávalos 86' | Asistencia: 200 espectadores Árbitro(s): Yoel Guzmán Hernández | Asistencia: 200 espectadores Árbitro(s): Yoel Guzmán Hernández |

| 8 de diciembre de 2024           | Real Zamora | 1:1 (1:0) (Global 3:1) | Cañoneros F.C. | Estadio Juan Nepomuceno López, La Piedad, Michoacán                    |                                                                        |
| 11:00 (UTC -6)                   | S. Ríos 4'  | Reporte                | J. Huerta 87'  | Asistencia: 200 espectadores Árbitro(s): Marco Antonio Návez Hernández | Asistencia: 200 espectadores Árbitro(s): Marco Antonio Návez Hernández |
| Real Zamora avanzó a Semifinales |             |                        |                |                                                                        |                                                                        |

| 4 de diciembre de 2024 | Artesanos Metepec | 1:0 (0:0) | CDM F.C. | Unidad Deportiva Alarcón Hisojo, Metepec, Estado de México      |                                                                 |
| 15:30 (UTC -6)         | J. Fuentes 61'    | Reporte   |          | Asistencia: 300 espectadores Árbitro(s): Harold Rodríguez Pérez | Asistencia: 300 espectadores Árbitro(s): Harold Rodríguez Pérez |

| 7 de diciembre de 2024                 | CDM F.C. | 0:0 (Global 0:1) | Artesanos Metepec | Estadio Valentín González, Xochimilco, Ciudad de México                     |                                                                             |
| 15:30 (UTC -6)                         |          | Reporte          |                   | Asistencia: 150 espectadores Árbitro(s): Jonathan Arturo Betancourt Galindo | Asistencia: 150 espectadores Árbitro(s): Jonathan Arturo Betancourt Galindo |
| Artesanos Metepec avanzó a Semifinales |          |                  |                   |                                                                             |                                                                             |

### Semifinales
| 11 de diciembre de 2024 | Calor           | 1:0 (0:0) | Santiago F.C. | Estadio Antonio R. Márquez, San Juan de los Lagos, Jalisco              |                                                                         |
| 16:00 (UTC -6)          | J. González 59' | Reporte   |               | Asistencia: 300 espectadores Árbitro(s): Julio Eduardo Candelas Ramírez | Asistencia: 300 espectadores Árbitro(s): Julio Eduardo Candelas Ramírez |

| 14 de diciembre de 2024         | Santiago F.C.                                      | 4:0 (1:0) (Global 4:1) | Calor | La Capilla Soccer Park, Allende, Nuevo León                       |                                                                   |
| 12:00 (UTC -6)                  | J. Rodríguez 30' · J. Gámez 49' · D. Luna 75', 85' | Reporte                |       | Asistencia: 200 espectadores Árbitro(s): Maximiliano Arias Guzmán | Asistencia: 200 espectadores Árbitro(s): Maximiliano Arias Guzmán |
| Santiago F.C. avanzó a la Final |                                                    |                        |       |                                                                   |                                                                   |

| 12 de diciembre de 2024 | Artesanos Metepec | 1:1 (1:0) | Real Zamora      | Unidad Deportiva Alarcón Hisojo, Metepec, Estado de México      |                                                                 |
| 15:30 (UTC -6)          | D. Flores 38'     | Reporte   | C. Rodríguez 67' | Asistencia: 600 espectadores Árbitro(s): Harold Rodríguez Pérez | Asistencia: 600 espectadores Árbitro(s): Harold Rodríguez Pérez |

| 15 de diciembre de 2024             | Real Zamora | 0:3 (0:1) (Global 1:4) | Artesanos Metepec                               | Estadio Juan Nepomuceno López, La Piedad, Michoacán            |                                                                |
| 11:00 (UTC -6)                      |             | Reporte                | I. Serrano 13' · R. Cruz 48' · C. Rodríguez 58' | Asistencia: 300 espectadores Árbitro(s): Yoel Guzmán Hernández | Asistencia: 300 espectadores Árbitro(s): Yoel Guzmán Hernández |
| Artesanos Metepec avanzó a la Final |             |                        |                                                 |                                                                |                                                                |

### Final
| 18 de diciembre de 2024 | Artesanos Metepec | 0:0     | Santiago F.C. | Unidad Deportiva Alarcón Hisojo, Metepec, Estado de México             |                                                                        |
| 15:30 (UTC -6)          |                   | Reporte |               | Asistencia: 700 espectadores Árbitro(s): Marco Antonio Návez Hernández | Asistencia: 700 espectadores Árbitro(s): Marco Antonio Návez Hernández |

| 21 de diciembre de 2024                        | Santiago F.C.                                     | 3:0 (2:0) (Global 3:0) | Artesanos Metepec | La Capilla Soccer Park, Allende, Nuevo León                 |                                                             |
| 17:00 (UTC -6)                                 | J. Rodríguez 15' · E. Ávalos 30' · M. Morales 70' | Reporte                |                   | Asistencia: 600 espectadores Árbitro(s): Yair Ugalde Rivera | Asistencia: 600 espectadores Árbitro(s): Yair Ugalde Rivera |
| Santiago F.C. campeón del Torneo Apertura 2024 |                                                   |                        |                   |                                                             |                                                             |

#### Final - Ida
| 12    | Guardameta     | Darco Zaragoza      |     |
| 3     | Defensa        | Leonel Castillo     |     |
| 4     | Defensa        | Aldair Ángeles      |     |
| 18    | Defensa        | Héctor Navarrete    |     |
| 6     | Centrocampista | Leonardo Garduño    | 74' |
| 7     | Centrocampista | David Flores        | 74' |
| 23    | Centrocampista | Lenin Francés       |     |
| 35    | Centrocampista | Carlos Rodríguez    |     |
| 47    | Centrocampista | Isaác Serrano       | 45' |
| 10    | Delantero      | Joab Ruiz           | 57' |
| 34    | Delantero      | Rodrigo Cruz        | 74' |
| D. T. | D. T.          | Juan Carlos Pedroza |     |

| 40    | Guardameta     | Zahir García    |     |
| 5     | Defensa        | Oswaldo Bernal  |     |
| 7     | Defensa        | Johan Rodríguez |     |
| 8     | Defensa        | Erick Ávalos    |     |
| 11    | Defensa        | Miguel Riestra  |     |
| 15    | Defensa        | Kevin Cedillo   | 74' |
| 6     | Centrocampista | José Rodríguez  |     |
| 17    | Centrocampista | Pablo Sánchez   | 81' |
| 24    | Centrocampista | Diego Agüero    | 55' |
| 9     | Delantero      | Juan Gámez      | 74' |
| 20    | Delantero      | Josué Morales   |     |
| D. T. | D. T.          | Martín Moreno   |     |

| 11 | Centrocampista | Luis López     | 45' |
| 36 | Delantero      | Juan Fuentes   | 57' |
| 8  | Centrocampista | José Robledo   | 74' |
| 22 | Centrocampista | Pedro Cárdenas | 74' |
| 31 | Delantero      | Carlos García  | 74' |

| 27 | Centrocampista | Diego Luna       | 55' |
| 21 | Defensa        | Mauricio Morales | 74' |
| 10 | Centrocampista | Luis Chairez     | 74' |
| 13 | Delantero      | Jesús Quiroz     | 81' |

| 54' | David Flores |

| 50' | Diego Agüero |

| Principal  | Marco Antonio Návez Hernández |
| Asistentes | Brayan Arturo Sosa Saucedo    |
|            | Armando David Espinosa Javier |
| Cuarto     | Maximiliano Arias Guzmán      |

| 12    | Guardameta     | Darco Zaragoza      |     |
| 3     | Defensa        | Leonel Castillo     |     |
| 4     | Defensa        | Aldair Ángeles      |     |
| 18    | Defensa        | Héctor Navarrete    |     |
| 6     | Centrocampista | Leonardo Garduño    | 74' |
| 7     | Centrocampista | David Flores        | 74' |
| 23    | Centrocampista | Lenin Francés       |     |
| 35    | Centrocampista | Carlos Rodríguez    |     |
| 47    | Centrocampista | Isaác Serrano       | 45' |
| 10    | Delantero      | Joab Ruiz           | 57' |
| 34    | Delantero      | Rodrigo Cruz        | 74' |
| D. T. | D. T.          | Juan Carlos Pedroza |     |

| 40    | Guardameta     | Zahir García    |     |
| 5     | Defensa        | Oswaldo Bernal  |     |
| 7     | Defensa        | Johan Rodríguez |     |
| 8     | Defensa        | Erick Ávalos    |     |
| 11    | Defensa        | Miguel Riestra  |     |
| 15    | Defensa        | Kevin Cedillo   | 74' |
| 6     | Centrocampista | José Rodríguez  |     |
| 17    | Centrocampista | Pablo Sánchez   | 81' |
| 24    | Centrocampista | Diego Agüero    | 55' |
| 9     | Delantero      | Juan Gámez      | 74' |
| 20    | Delantero      | Josué Morales   |     |
| D. T. | D. T.          | Martín Moreno   |     |

| 11 | Centrocampista | Luis López     | 45' |
| 36 | Delantero      | Juan Fuentes   | 57' |
| 8  | Centrocampista | José Robledo   | 74' |
| 22 | Centrocampista | Pedro Cárdenas | 74' |
| 31 | Delantero      | Carlos García  | 74' |

| 27 | Centrocampista | Diego Luna       | 55' |
| 21 | Defensa        | Mauricio Morales | 74' |
| 10 | Centrocampista | Luis Chairez     | 74' |
| 13 | Delantero      | Jesús Quiroz     | 81' |

| 54' | David Flores |

| 50' | Diego Agüero |

| Principal  | Marco Antonio Návez Hernández |
| Asistentes | Brayan Arturo Sosa Saucedo    |
|            | Armando David Espinosa Javier |
| Cuarto     | Maximiliano Arias Guzmán      |

| 12    | Guardameta     | Darco Zaragoza      |     |
| 3     | Defensa        | Leonel Castillo     |     |
| 4     | Defensa        | Aldair Ángeles      |     |
| 18    | Defensa        | Héctor Navarrete    |     |
| 6     | Centrocampista | Leonardo Garduño    | 74' |
| 7     | Centrocampista | David Flores        | 74' |
| 23    | Centrocampista | Lenin Francés       |     |
| 35    | Centrocampista | Carlos Rodríguez    |     |
| 47    | Centrocampista | Isaác Serrano       | 45' |
| 10    | Delantero      | Joab Ruiz           | 57' |
| 34    | Delantero      | Rodrigo Cruz        | 74' |
| D. T. | D. T.          | Juan Carlos Pedroza |     |

| 40    | Guardameta     | Zahir García    |     |
| 5     | Defensa        | Oswaldo Bernal  |     |
| 7     | Defensa        | Johan Rodríguez |     |
| 8     | Defensa        | Erick Ávalos    |     |
| 11    | Defensa        | Miguel Riestra  |     |
| 15    | Defensa        | Kevin Cedillo   | 74' |
| 6     | Centrocampista | José Rodríguez  |     |
| 17    | Centrocampista | Pablo Sánchez   | 81' |
| 24    | Centrocampista | Diego Agüero    | 55' |
| 9     | Delantero      | Juan Gámez      | 74' |
| 20    | Delantero      | Josué Morales   |     |
| D. T. | D. T.          | Martín Moreno   |     |

| 11 | Centrocampista | Luis López     | 45' |
| 36 | Delantero      | Juan Fuentes   | 57' |
| 8  | Centrocampista | José Robledo   | 74' |
| 22 | Centrocampista | Pedro Cárdenas | 74' |
| 31 | Delantero      | Carlos García  | 74' |

| 27 | Centrocampista | Diego Luna       | 55' |
| 21 | Defensa        | Mauricio Morales | 74' |
| 10 | Centrocampista | Luis Chairez     | 74' |
| 13 | Delantero      | Jesús Quiroz     | 81' |

| 54' | David Flores |

| 50' | Diego Agüero |

| Principal  | Marco Antonio Návez Hernández |
| Asistentes | Brayan Arturo Sosa Saucedo    |
|            | Armando David Espinosa Javier |
| Cuarto     | Maximiliano Arias Guzmán      |

| 12    | Guardameta     | Darco Zaragoza      |     |
| 3     | Defensa        | Leonel Castillo     |     |
| 4     | Defensa        | Aldair Ángeles      |     |
| 18    | Defensa        | Héctor Navarrete    |     |
| 6     | Centrocampista | Leonardo Garduño    | 74' |
| 7     | Centrocampista | David Flores        | 74' |
| 23    | Centrocampista | Lenin Francés       |     |
| 35    | Centrocampista | Carlos Rodríguez    |     |
| 47    | Centrocampista | Isaác Serrano       | 45' |
| 10    | Delantero      | Joab Ruiz           | 57' |
| 34    | Delantero      | Rodrigo Cruz        | 74' |
| D. T. | D. T.          | Juan Carlos Pedroza |     |

| 40    | Guardameta     | Zahir García    |     |
| 5     | Defensa        | Oswaldo Bernal  |     |
| 7     | Defensa        | Johan Rodríguez |     |
| 8     | Defensa        | Erick Ávalos    |     |
| 11    | Defensa        | Miguel Riestra  |     |
| 15    | Defensa        | Kevin Cedillo   | 74' |
| 6     | Centrocampista | José Rodríguez  |     |
| 17    | Centrocampista | Pablo Sánchez   | 81' |
| 24    | Centrocampista | Diego Agüero    | 55' |
| 9     | Delantero      | Juan Gámez      | 74' |
| 20    | Delantero      | Josué Morales   |     |
| D. T. | D. T.          | Martín Moreno   |     |

| 11 | Centrocampista | Luis López     | 45' |
| 36 | Delantero      | Juan Fuentes   | 57' |
| 8  | Centrocampista | José Robledo   | 74' |
| 22 | Centrocampista | Pedro Cárdenas | 74' |
| 31 | Delantero      | Carlos García  | 74' |

| 27 | Centrocampista | Diego Luna       | 55' |
| 21 | Defensa        | Mauricio Morales | 74' |
| 10 | Centrocampista | Luis Chairez     | 74' |
| 13 | Delantero      | Jesús Quiroz     | 81' |

| 54' | David Flores |

| 50' | Diego Agüero |

| Principal  | Marco Antonio Návez Hernández |
| Asistentes | Brayan Arturo Sosa Saucedo    |
|            | Armando David Espinosa Javier |
| Cuarto     | Maximiliano Arias Guzmán      |

#### Final - Vuelta
| 40    | Guardameta     | Zahir García    |     |
| 5     | Defensa        | Oswaldo Bernal  |     |
| 7     | Defensa        | Johan Rodríguez |     |
| 8     | Defensa        | Erick Ávalos    |     |
| 11    | Defensa        | Miguel Riestra  | 32' |
| 15    | Defensa        | Kevin Cedillo   | 55' |
| 6     | Centrocampista | José Rodríguez  |     |
| 17    | Centrocampista | Pablo Sánchez   | 71' |
| 24    | Centrocampista | Diego Agüero    |     |
| 9     | Delantero      | Juan Gámez      | 71' |
| 20    | Delantero      | Josué Morales   | 71' |
| D. T. | D. T.          | Martín Moreno   |     |

| 12    | Guardameta     | Darco Zaragoza      |     |
| 3     | Defensa        | Leonel Castillo     |     |
| 18    | Defensa        | Héctor Navarrete    |     |
| 21    | Defensa        | Diego García        | 73' |
| 6     | Centrocampista | Leonardo Garduño    | 51' |
| 7     | Centrocampista | David Flores        | 73' |
| 23    | Centrocampista | Lenin Francés       |     |
| 35    | Centrocampista | Carlos Rodríguez    |     |
| 47    | Centrocampista | Isaác Serrano       | 34' |
| 10    | Delantero      | Joab Ruiz           | 51' |
| 34    | Delantero      | Rodrigo Cruz        |     |
| D. T. | D. T.          | Juan Carlos Pedroza |     |

| 21 | Defensa        | Mauricio Morales | 32' |
| 27 | Centrocampista | Diego Luna       | 55' |
| 10 | Centrocampista | Luis Chairez     | 71' |
| 13 | Delantero      | Jesús Quiroz     | 71' |
| 4  | Defensa        | César Ruiz       | 71' |

| 11 | Centrocampista | Luis López     | 34' |
| 36 | Delantero      | Juan Fuentes   | 51' |
| 8  | Centrocampista | José Robledo   | 51' |
| 22 | Centrocampista | Pedro Cárdenas | 73' |
| 31 | Delantero      | Carlos García  | 73' |

| 15' · 30' · 70' | Johan Rodríguez Erick Ávalos Mauricio Morales | 1:0 2:0 3:0 |

| 11' · 76' | Miguel Riestra Oswaldo Bernal |

| 26' · 44' · 80' · 90' | Diego García Leonardo Garduño Leonel Castillo Lenin Francés |

| Principal  | Yair Ugalde Rivera                |
| Asistentes | José Guadalupe Gaspar Badillo     |
|            | Carlos Alberto Rojas González     |
| Cuarto     | José Maximiliano Negrete Preciado |

| 40    | Guardameta     | Zahir García    |     |
| 5     | Defensa        | Oswaldo Bernal  |     |
| 7     | Defensa        | Johan Rodríguez |     |
| 8     | Defensa        | Erick Ávalos    |     |
| 11    | Defensa        | Miguel Riestra  | 32' |
| 15    | Defensa        | Kevin Cedillo   | 55' |
| 6     | Centrocampista | José Rodríguez  |     |
| 17    | Centrocampista | Pablo Sánchez   | 71' |
| 24    | Centrocampista | Diego Agüero    |     |
| 9     | Delantero      | Juan Gámez      | 71' |
| 20    | Delantero      | Josué Morales   | 71' |
| D. T. | D. T.          | Martín Moreno   |     |

| 12    | Guardameta     | Darco Zaragoza      |     |
| 3     | Defensa        | Leonel Castillo     |     |
| 18    | Defensa        | Héctor Navarrete    |     |
| 21    | Defensa        | Diego García        | 73' |
| 6     | Centrocampista | Leonardo Garduño    | 51' |
| 7     | Centrocampista | David Flores        | 73' |
| 23    | Centrocampista | Lenin Francés       |     |
| 35    | Centrocampista | Carlos Rodríguez    |     |
| 47    | Centrocampista | Isaác Serrano       | 34' |
| 10    | Delantero      | Joab Ruiz           | 51' |
| 34    | Delantero      | Rodrigo Cruz        |     |
| D. T. | D. T.          | Juan Carlos Pedroza |     |

| 21 | Defensa        | Mauricio Morales | 32' |
| 27 | Centrocampista | Diego Luna       | 55' |
| 10 | Centrocampista | Luis Chairez     | 71' |
| 13 | Delantero      | Jesús Quiroz     | 71' |
| 4  | Defensa        | César Ruiz       | 71' |

| 11 | Centrocampista | Luis López     | 34' |
| 36 | Delantero      | Juan Fuentes   | 51' |
| 8  | Centrocampista | José Robledo   | 51' |
| 22 | Centrocampista | Pedro Cárdenas | 73' |
| 31 | Delantero      | Carlos García  | 73' |

| 15' · 30' · 70' | Johan Rodríguez Erick Ávalos Mauricio Morales | 1:0 2:0 3:0 |

| 11' · 76' | Miguel Riestra Oswaldo Bernal |

| 26' · 44' · 80' · 90' | Diego García Leonardo Garduño Leonel Castillo Lenin Francés |

| Principal  | Yair Ugalde Rivera                |
| Asistentes | José Guadalupe Gaspar Badillo     |
|            | Carlos Alberto Rojas González     |
| Cuarto     | José Maximiliano Negrete Preciado |

| 40    | Guardameta     | Zahir García    |     |
| 5     | Defensa        | Oswaldo Bernal  |     |
| 7     | Defensa        | Johan Rodríguez |     |
| 8     | Defensa        | Erick Ávalos    |     |
| 11    | Defensa        | Miguel Riestra  | 32' |
| 15    | Defensa        | Kevin Cedillo   | 55' |
| 6     | Centrocampista | José Rodríguez  |     |
| 17    | Centrocampista | Pablo Sánchez   | 71' |
| 24    | Centrocampista | Diego Agüero    |     |
| 9     | Delantero      | Juan Gámez      | 71' |
| 20    | Delantero      | Josué Morales   | 71' |
| D. T. | D. T.          | Martín Moreno   |     |

| 12    | Guardameta     | Darco Zaragoza      |     |
| 3     | Defensa        | Leonel Castillo     |     |
| 18    | Defensa        | Héctor Navarrete    |     |
| 21    | Defensa        | Diego García        | 73' |
| 6     | Centrocampista | Leonardo Garduño    | 51' |
| 7     | Centrocampista | David Flores        | 73' |
| 23    | Centrocampista | Lenin Francés       |     |
| 35    | Centrocampista | Carlos Rodríguez    |     |
| 47    | Centrocampista | Isaác Serrano       | 34' |
| 10    | Delantero      | Joab Ruiz           | 51' |
| 34    | Delantero      | Rodrigo Cruz        |     |
| D. T. | D. T.          | Juan Carlos Pedroza |     |

| 21 | Defensa        | Mauricio Morales | 32' |
| 27 | Centrocampista | Diego Luna       | 55' |
| 10 | Centrocampista | Luis Chairez     | 71' |
| 13 | Delantero      | Jesús Quiroz     | 71' |
| 4  | Defensa        | César Ruiz       | 71' |

| 11 | Centrocampista | Luis López     | 34' |
| 36 | Delantero      | Juan Fuentes   | 51' |
| 8  | Centrocampista | José Robledo   | 51' |
| 22 | Centrocampista | Pedro Cárdenas | 73' |
| 31 | Delantero      | Carlos García  | 73' |

| 15' · 30' · 70' | Johan Rodríguez Erick Ávalos Mauricio Morales | 1:0 2:0 3:0 |

| 11' · 76' | Miguel Riestra Oswaldo Bernal |

| 26' · 44' · 80' · 90' | Diego García Leonardo Garduño Leonel Castillo Lenin Francés |

| Principal  | Yair Ugalde Rivera                |
| Asistentes | José Guadalupe Gaspar Badillo     |
|            | Carlos Alberto Rojas González     |
| Cuarto     | José Maximiliano Negrete Preciado |

| 40    | Guardameta     | Zahir García    |     |
| 5     | Defensa        | Oswaldo Bernal  |     |
| 7     | Defensa        | Johan Rodríguez |     |
| 8     | Defensa        | Erick Ávalos    |     |
| 11    | Defensa        | Miguel Riestra  | 32' |
| 15    | Defensa        | Kevin Cedillo   | 55' |
| 6     | Centrocampista | José Rodríguez  |     |
| 17    | Centrocampista | Pablo Sánchez   | 71' |
| 24    | Centrocampista | Diego Agüero    |     |
| 9     | Delantero      | Juan Gámez      | 71' |
| 20    | Delantero      | Josué Morales   | 71' |
| D. T. | D. T.          | Martín Moreno   |     |

| 12    | Guardameta     | Darco Zaragoza      |     |
| 3     | Defensa        | Leonel Castillo     |     |
| 18    | Defensa        | Héctor Navarrete    |     |
| 21    | Defensa        | Diego García        | 73' |
| 6     | Centrocampista | Leonardo Garduño    | 51' |
| 7     | Centrocampista | David Flores        | 73' |
| 23    | Centrocampista | Lenin Francés       |     |
| 35    | Centrocampista | Carlos Rodríguez    |     |
| 47    | Centrocampista | Isaác Serrano       | 34' |
| 10    | Delantero      | Joab Ruiz           | 51' |
| 34    | Delantero      | Rodrigo Cruz        |     |
| D. T. | D. T.          | Juan Carlos Pedroza |     |

| 21 | Defensa        | Mauricio Morales | 32' |
| 27 | Centrocampista | Diego Luna       | 55' |
| 10 | Centrocampista | Luis Chairez     | 71' |
| 13 | Delantero      | Jesús Quiroz     | 71' |
| 4  | Defensa        | César Ruiz       | 71' |

| 11 | Centrocampista | Luis López     | 34' |
| 36 | Delantero      | Juan Fuentes   | 51' |
| 8  | Centrocampista | José Robledo   | 51' |
| 22 | Centrocampista | Pedro Cárdenas | 73' |
| 31 | Delantero      | Carlos García  | 73' |

| 15' · 30' · 70' | Johan Rodríguez Erick Ávalos Mauricio Morales | 1:0 2:0 3:0 |

| 11' · 76' | Miguel Riestra Oswaldo Bernal |

| 26' · 44' · 80' · 90' | Diego García Leonardo Garduño Leonel Castillo Lenin Francés |

| Principal  | Yair Ugalde Rivera                |
| Asistentes | José Guadalupe Gaspar Badillo     |
|            | Carlos Alberto Rojas González     |
| Cuarto     | José Maximiliano Negrete Preciado |

| Campeón Apertura 2024 |
| --------------------- |
|                       |
| Santiago F.C.         |
| 1º Título             |

## Tabla de Cocientes
- La tabla de cocientes es el mecanismo utilizado para determinar el orden en la celebración de los partidos por el ascenso de categoría, y en algunas ocasiones para determinar los enfrentamientos en la liguilla.[19] Además, es la herramienta establecida para definir los descensos de categoría cuando estos se encuentran estipulados para la temporada.[20]

- Datos según la página oficial[21]

 Fecha de actualización: 1 de diciembre de 2024
| Posición | Equipo                 | Puntos | Juegos | Cociente | Diferencia |
| -------- | ---------------------- | ------ | ------ | -------- | ---------- |
| 1        | Cordobés F.C.          | 27     | 12     | 2.250    | 6          |
| 2        | Santiago F.C.          | 26     | 12     | 2.167    | 14         |
| 3        | Real Zamora            | 24     | 12     | 2.000    | 6          |
| 4        | CDM F.C.               | 23     | 12     | 1.917    | 6          |
| 5        | Artesanos Metepec F.C. | 22     | 12     | 1.833    | 14         |
| 6        | Cañoneros              | 22     | 12     | 1.833    | 5          |
| 7        | Atlético Pachuca       | 19     | 12     | 1.583    | 7          |
| 8        | Calor                  | 19     | 12     | 1.583    | 0          |
| 9        | C.D. Poza Rica         | 18     | 12     | 1.500    | -1         |
| 10       | Ayense                 | 15     | 12     | 1.250    | -4         |
| 11       | Huracanes Izcalli      | 8      | 12     | 0.667    | -12        |
| 12       | Ciervos F.C.           | 4      | 12     | 0.333    | -23        |
| 13       | Caja Oblatos           | 2      | 12     | 0.167    | -17        |